# Лопатична линија
Лопатична линија (лат. linea scapularis) једна је од оријентационих линија у анатомији на задњој страни тела која служи за ближе одређивање положаја појединих органа на телу.

## Анатомија
Лопатична линија је вертикална линија која пролази кроз доњи угао лопатице (лат. angulus inferior scapuli) када је рука у абдукцији (опружању).